# حارة الهاديه (صنعاء)

تعديل مصدري - تعديل

حارة الهاديه هي إحدى حارات حي صرف بمديرية شعوب إحد مديريات العاصمة اليمنية صنعاء، بلغ تعداد سكانها 185 نسمة حسب تعداد اليمن لعام 2004.